# Martin Herzberg
Martin Herzberg född 15 januari 1911 i Berlin död omkring 1972, tysk skådespelare, manusförfattare. Han har även varit verksam under namnet Buddy Martin i USA.

## Filmografi i urval
- 1930 - Das Flötenkonzert von Sans-souci
- 1930 – Väter und Söhne
- 1930 - Die Letzte Kompanie
- 1927 - Primanerliebe
- 1924 - Kan kvinder fejle?

## Filmmanus
- 1940 - Gloria del Moncayo